# Jane Darwell
Jane Darwell, (egentligen Patti Woodard) född 15 oktober 1879 i Palmyra, Missouri, död 13 augusti 1967 i Woodland Hills i Los Angeles, Kalifornien, var en amerikansk skådespelare. Darwell medverkade i ett hundratal filmer men är kanske främst ihågkommen för rollen som Ma Joad i Vredens druvor (1940), för vilken hon erhöll en Oscar för bästa kvinnliga biroll. John Ford som stod för regin till filmen gav Darwell även roller i flera andra av sina filmer.
För sina insatser inom filmen har Jane Darwell förärats med en stjärna på Hollywood Walk of Fame vid adressen 6735 Hollywood Blvd.

## Filmografi i urval
- 1933 – Oss gentlemän emellan
- 1935 – Lilla hjärtetjuven
- 1936 – Lilla miljonärskan
- 1936 – Beräknande fruar
- 1939 – Borta med vinden
- 1940 – Vredens druvor

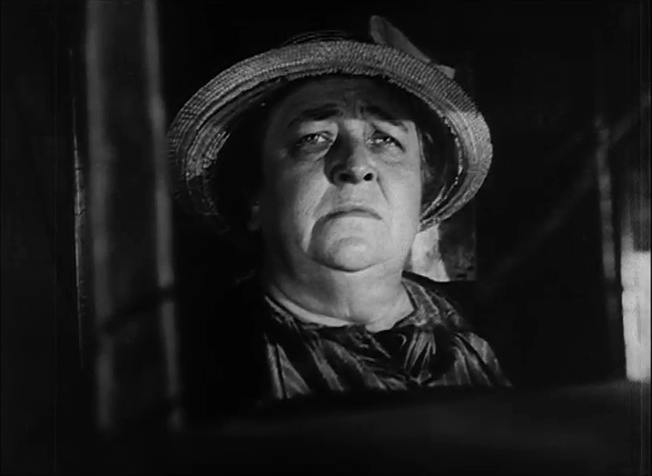
Jane Darwell i Vredens druvor.

- 1941 – Inled oss icke i frestelse
- 1941 – Gangsterrazzia
- 1943 – Möte vid Ox-oket
- 1946 – Laglöst land
- 1948 – Flykt genom öknen
- 1950 – Landet bortom prärien
- 1950 – Kvinnor i fängelse
- 1951 – Hej tomtegubbar
- 1952 – Vi är inte gifta!
- 1953 – Bitter kärlek
- 1958 – Det sista hurraropet
- 1964 – Mary Poppins